# Jules Ernest Renoux
Pour les articles homonymes, voir Renoux.
Jules Ernest Renoux, né le 5 mai 1863 à Romeny-sur-Marne et mort dans la même ville le 9 juin 1932, est un peintre post-impressionniste français.

## Formation et carrière
Jules Ernest Renoux est le fils de Jules Alphonse Renoux et d'Ernestine Veron. Il manifeste un don précoce pour le dessin et il vient vivre à Paris avec sa mère alors qu'il est encore enfant, son père les ayant abandonnés pour aller se battre comme engagé volontaire lors de la guerre de 1870,. Élève de Jean-Léon Gérôme et d'Alfred Roll, Jules Ernest Renoux étudie à l'École des beaux-arts de Paris et collabore avec Roll pour la décoration des plafonds de l'hôtel de ville , de la Sorbonne et du Petit Palais à Paris. 
Le comte Michel de Zogheb, une personnalité de la Belle Époque, lui commande un portrait qui est exposé au Salon de 1901. Zogheb lui commanda ensuite différents tableaux. Cette association valut à Jules Ernest Renoux deux décorations, celle de l'ordre du Medjidie et celle de l'ordre du Christ (Portugal), qu'il ne porta jamais. Plus tard, l'industriel Auguste Magnère, un artiste amateur qu'il dirige, devient son mécène.
En 1916, Jules Ernest Renoux expose à Paris à la galerie Bernheim où le public lui réserve un accueil positif qui lui permet de vendre douze tableaux. À partir de 1922, Renoux expose au Salon des artistes français dont il devient l'un des membres,. Depuis 2007, dix de ses tableaux sont conservés à Paris au Petit Palais.

## Style
Jules Ernest Renoux emploie une palette basée sur le jaune-orange et l'ocre avec lesquels il peint des scènes de rue au coup de pinceau agile. Il aime peindre les figures humaines, prenant souvent des membres de sa famille comme modèles. Mais il est timide et il n'aime pas peindre dans les rues. Il choisit souvent quelque coin sombre pour peindre, ce qui explique les perspectives inhabituelles et intéressantes de certaines de ces peintures. 
The Times de Londres écrit : « Il doit être appelé impressionniste, au sens large du terme, car il se préoccupe de l'effet de plein air, prenant un malin plaisir à rendre les taches de la lumière du soleil dans les avenues ombragées. Précis dans la perspective, il l'utilisa avec un œil avisé et montra un don particulier pour placer ses personnages esquissés avec vigueur à des distances variées du spectateur. »

## Vie personnelle
Jules Renoux épouse Berthe Madeleine en 1895, malgré l'opposition de sa mère à ce mariage pour des raisons financières. Sa femme lui sert régulièrement de modèle.

## Œuvre
- Le Palais Rose, 1908, huile sur toile, 38 × 46 cm[7]
- Le Palais du Trocadéro vu des jardins, vers 1910, huile sur bois, 27 × 35 cm[8]
- Le Dôme des Invalides vu depuis l'avenue de Ségur, 1914, huile sur toile, 33 × 42 cm[9]
- L'Entrée du Pont Alexandre III, 1920, huile sur toile, 33 × 41 cm[10]
- La Tour Eiffel, huile sur toile, signée, 81 × 60 cm, Collection privée, Vente 2023[11]
- La Place du Pont neuf, huile sur panneau, 26 × 35 cm, Collection privée, Vente 1990[12]
- Les Marches de l'Institut, huile sur panneau, 26 × 35 cm, Collection privée, Vente 1990[12]

Œuvres de Jules Ernest Renoux au Petit Palais
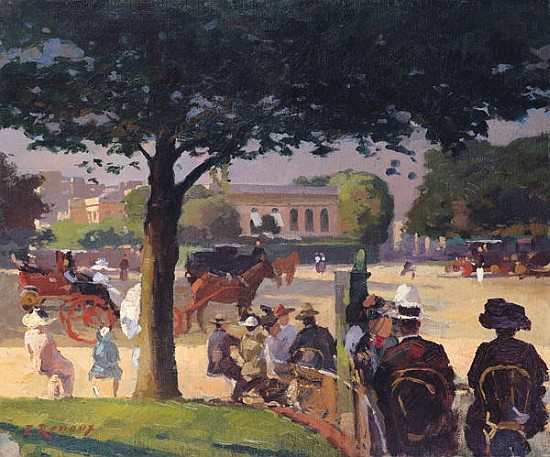
Le Palais rose, vers 1908
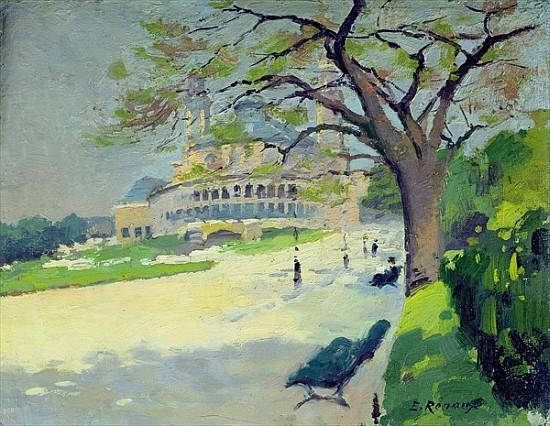
Le Palais du Trocadéro vu des jardins, vers 1910
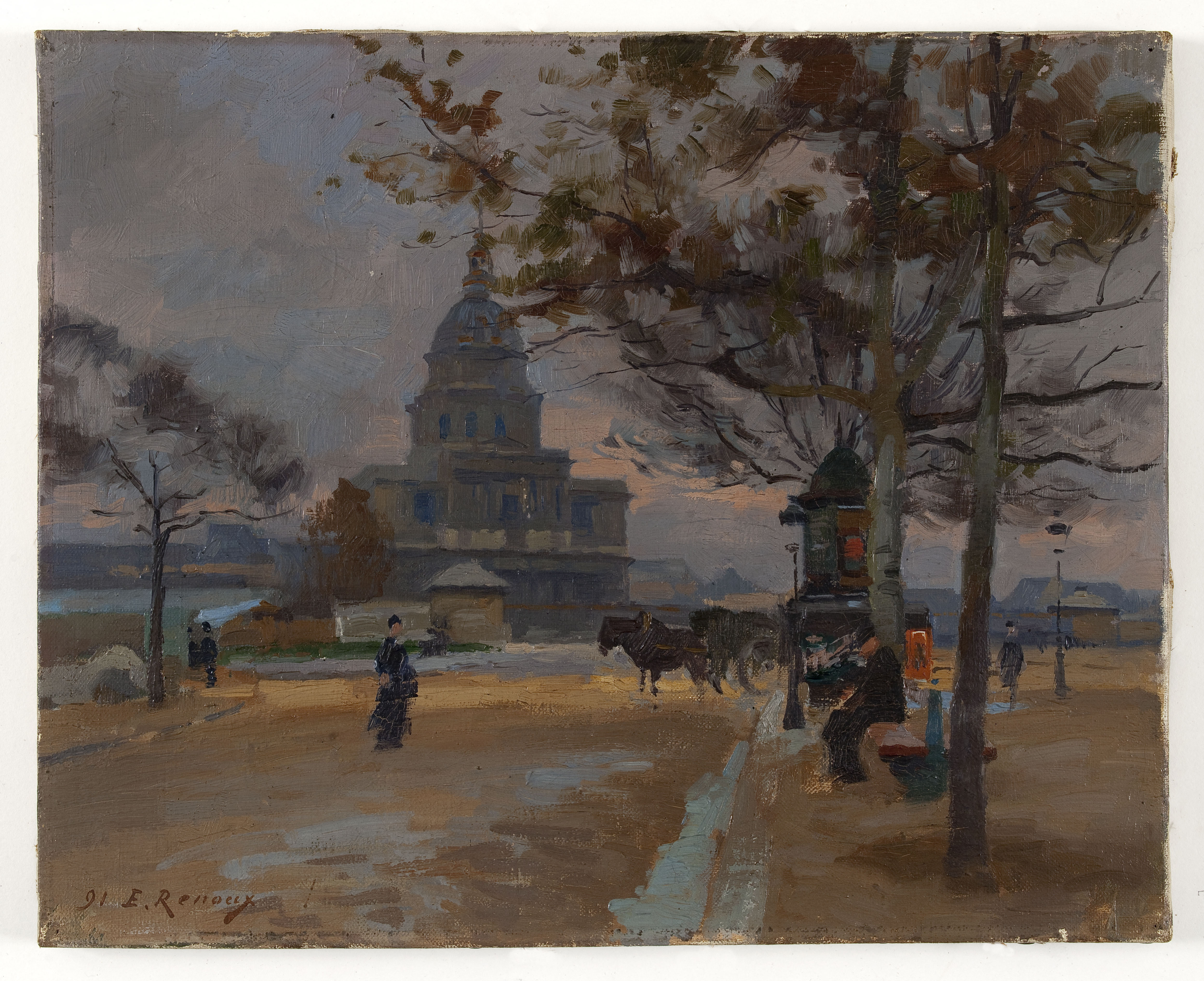
Le Dôme des Invalides vu depuis l'avenue de Ségur, 1914
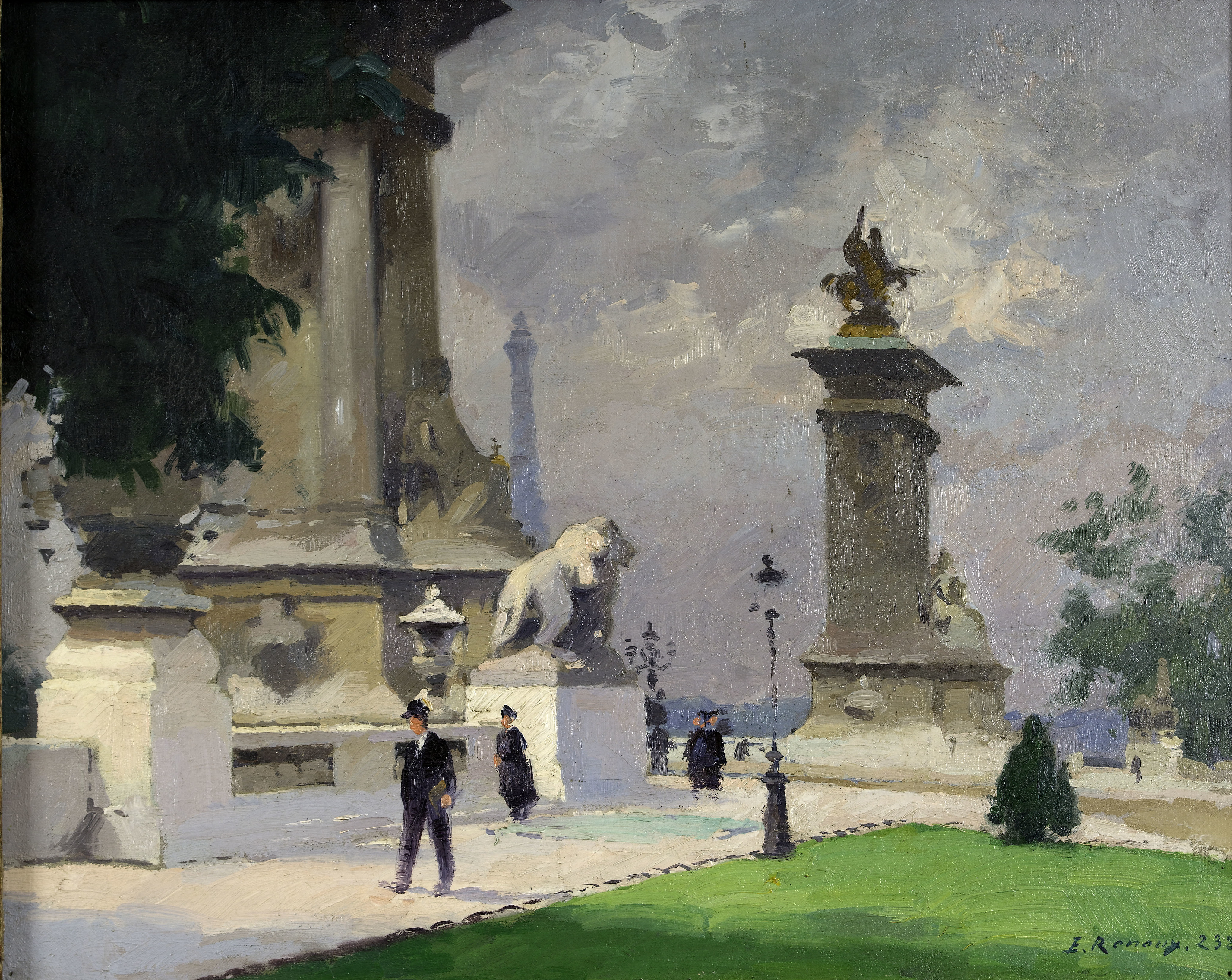
L'Entrée du Pont Alexandre III, 1920

Œuvres non localisées de Jules Ernest Renoux
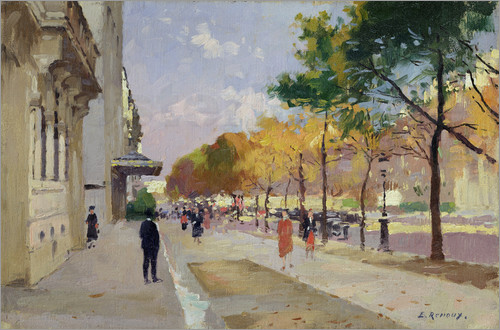
Avenue Montaigne
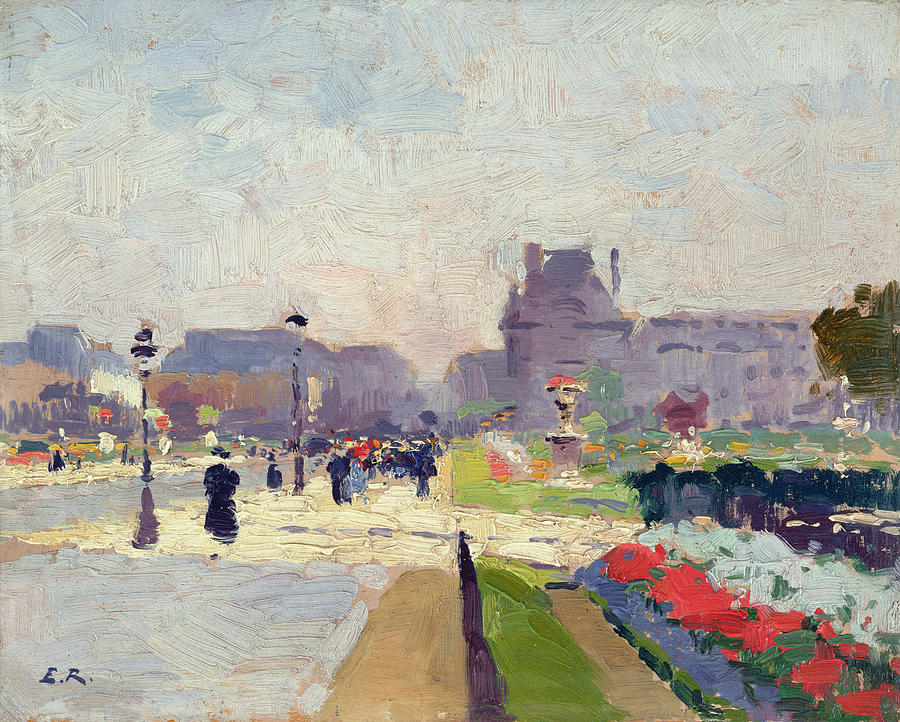
Avenue Paul-Déroulède
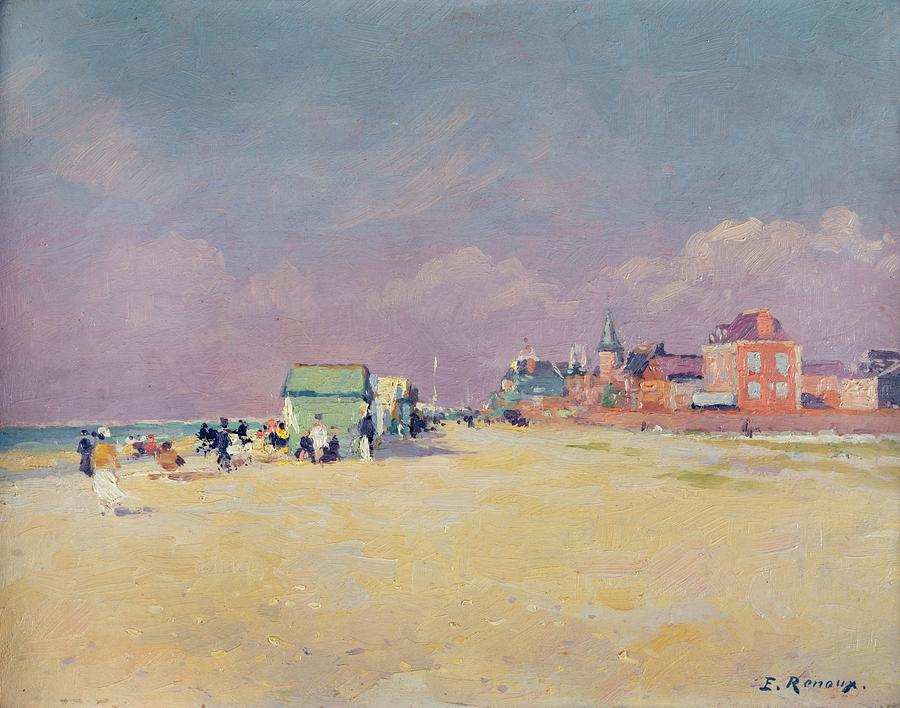
Cayeux-sur-Mer
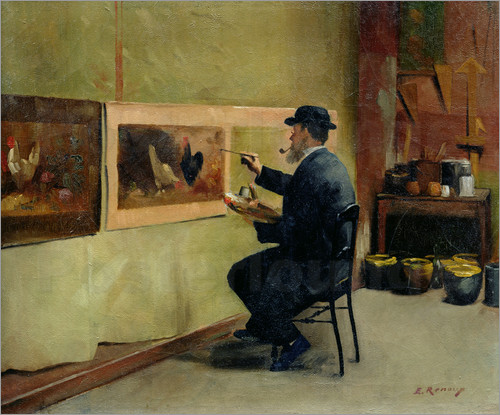
Portrait de Charles-Philippe Gevens
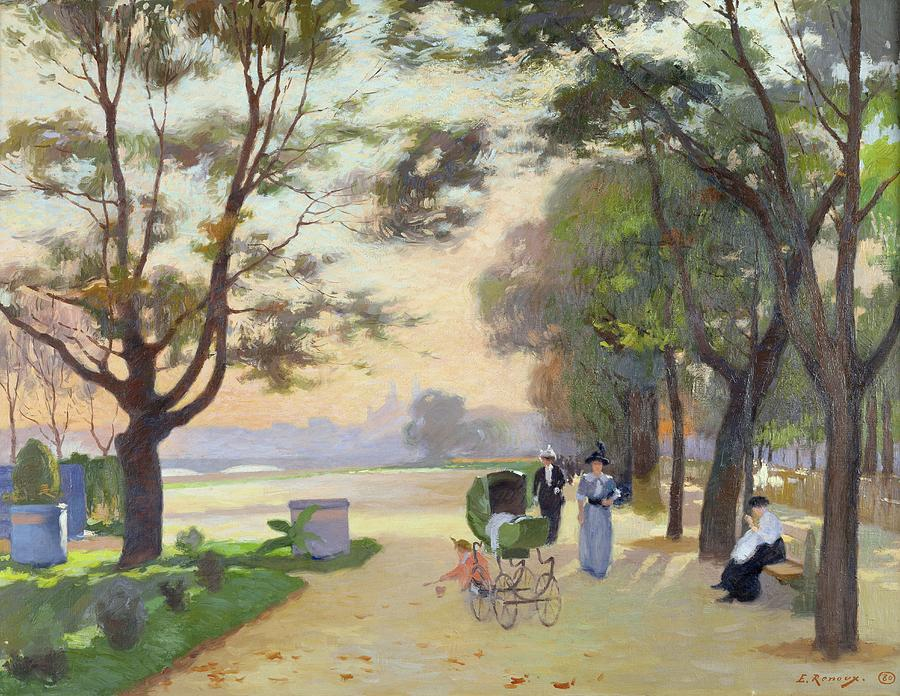
Cours la Reine

## Expositions
- Salon de la Société nationale des beaux-arts : 1890, 1892, 1896, 1898, 1899, 1900, 1902.
- 1901 : galerie Potin, Paris.
- 1916 : galerie Bernheim, Paris.
- 1917 : Sporting Club de Monte Carlo.
- 1929 : galerie Santi, Douai.
- 1934 : galerie Ecalle, rétrospective.
- 1936 : galerie Ecalle, rétrospective.
- 1963 : galerie O. Bosc, Exposition du centenaire.
- 1965 : Kaplan Gallery, Londres.
- 1966 : Hammer Gallery, New York.
- 1967 : Kaplan Gallery, Londres.
- 1968 : Kaplan Gallery, Londres.

## Postérité
Romeny-sur-Marne a un musée consacré à la vie et l'œuvre de Jules Renoux, la Maison Renoux, où son atelier, au milieu de son jardin, a été préservé. Une stèle et une plaque, place de l'Église, rappelle sa mémoire. Jules Renoux revint fréquemment à Romeny-sur-Marne et s'y installa lorsqu'il perdit son atelier du 50, rue Saint-Didier à Paris en 1928. Il est enterré dans le cimetière de Romeny-sur-Marne. 
Son ombrelle, son tabouret, sa boîte de peinture et son carton à dessin ont été présentés à l'exposition sur les impressionnistes à l'Albertina en 2009 et sont maintenant conservés à Paris au Petit Palais avec un fonds de ses peintures et dessins,.